# Samuel Bourne

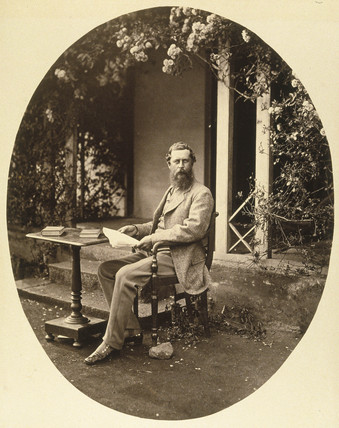
Samuel Bourne.

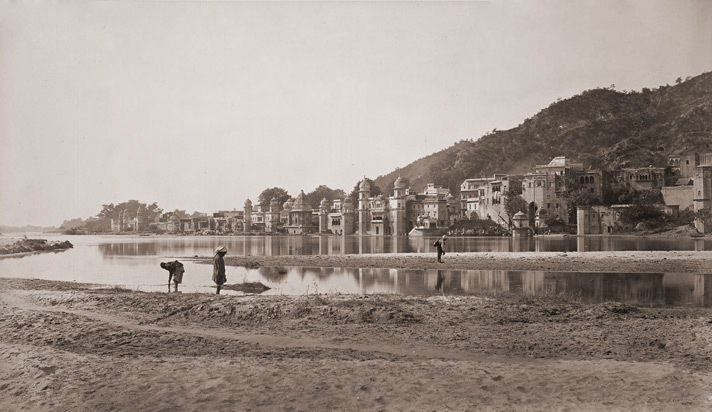
Haridwar von Samuel Bourne.

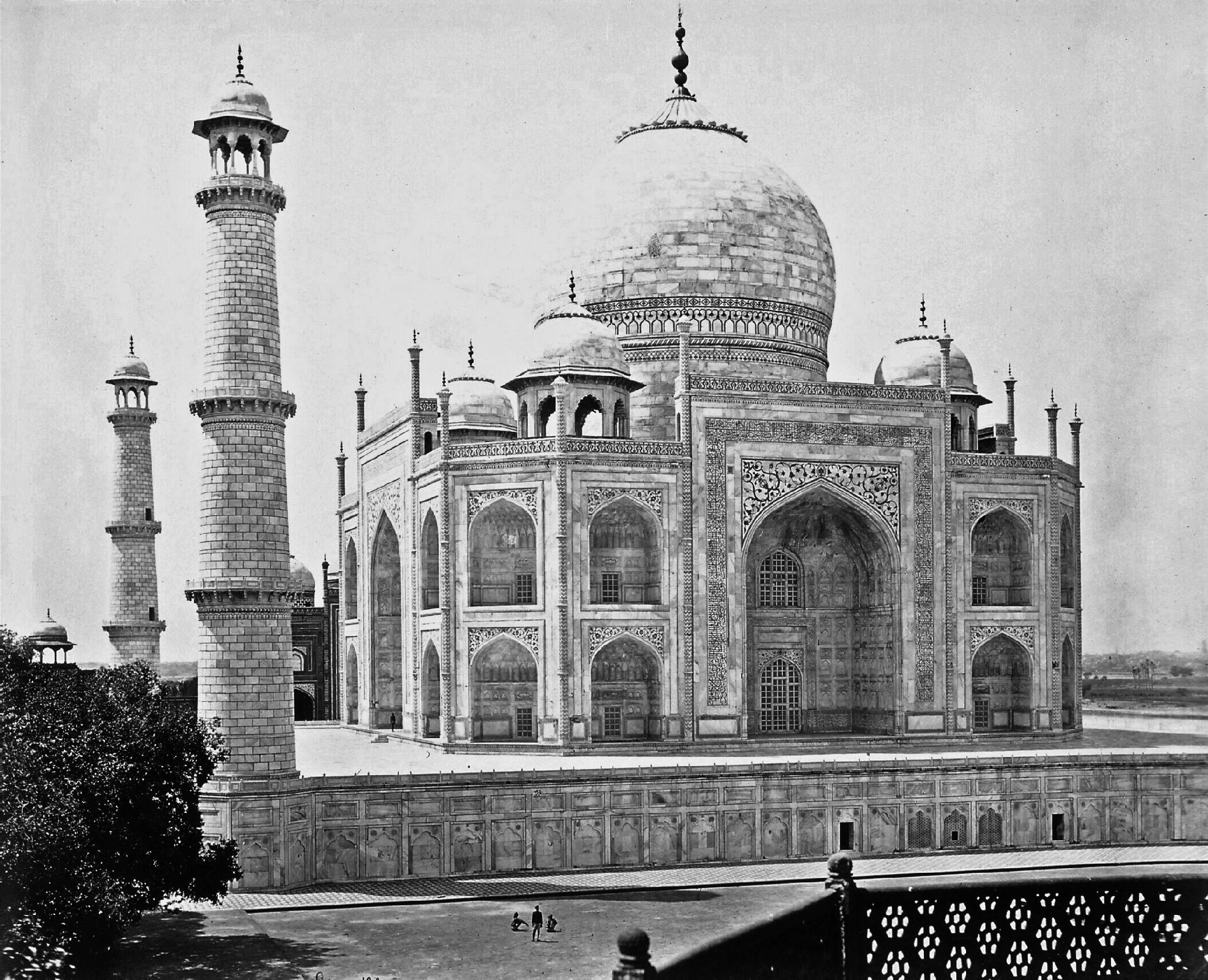
Taj Mahal von Samuel Bourne.

Samuel Bourne (* 30. Oktober 1834 in Mucklestone, Staffordshire; † 24. April 1912 in Nottingham) war ein englischer Fotograf.
Er zählt zu den Pionieren der Reisefotografie des 19. Jahrhunderts und gilt als der bedeutendste Fotograf Indiens.

## Leben und Werk
Samuel Bourne widmete sich ab 1853 zunächst der Landschaftsfotografie. Seine Aufnahmen machte er in England, Schottland und Wales und sie fanden bald Anerkennung in der Nottingham Photographic Society.
Er gab seine Tätigkeit als Bankangestellter auf und trat ein Jahr später, 1863, seine Reise nach Indien an.
Von Kalkutta aus begab er sich mehrmals nach Kaschmir, um das Himalayagebirge zu dokumentieren. Während seines siebenjährigen Aufenthalts in Indien entstanden zahlreiche Landschaftsaufnahmen, aber auch Fotografien indischer Bauwerke und Menschen.
Knapp 2000 seiner Arbeiten wurden von der Firma Bourne & Shepherd, deren Mitbegründer er war, zum Verkauf angeboten. Das Geschäft florierte, da es für die Menschen in Europa zu damaliger Zeit die einzige Möglichkeit war, sich ein Bild zu machen von fernen Ländern und Kulturen.
Trotz des geschäftlichen Erfolges kehrte Samuel Bourne 1870 nach England zurück. Er machte sich als Textilfabrikant selbständig und gab um 1900 das Fotografieren auf.

## Reisefotografie Ende 19. Jahrhundert
Aus Samuel Bournes Reiseberichten geht hervor, wie beschwerlich und kostspielig die Reise- und Dokumentarfotografie Mitte des 19. Jahrhunderts war. Neben der schweren Kamera und Ständern mussten die höchst empfindlichen Glasplatten, eine Menge an Chemikalien und ein Dunkelkammerzelt aus der Heimat mitgebracht werden. Für die Aufnahmen im Himalayagebiet waren an die sechzig Träger unterwegs, um Ausrüstung und ausreichend Verpflegung zu transportieren. Manchmal waren mehrere Aufstiege erforderlich, bis die komplette Ausrüstung an Ort und Stelle war für eine gelungene Fotografie.